# Camillo Felgen
Camillo Jean Nicolas Felgen (Tétange, 17 de noviembre de 1920-Esch-sur-Alzette, 16 de julio de 2005) fue un cantante, actor, letrista y presentador de radio y televisión luxemburgués. Representó a Luxemburgo en el Festival de Eurovisión de 1960 y en 1962.

## Biografía
Felgen empezó su carrera profesional como maestro de escuela. Durante la Segunda Guerra Mundial fue intérprete de las fuerzas de ocupación alemanas y también fue reportero en un periódico de Luxemburgo en lengua francesa. Estudió interpretación, canto y ópera en Bruselas y Lieja, y en 1946 fue contratado por Radio Luxembourg como corista y locutor de noticias en lengua francesa. En 1949 terminó sus estudios de interpretación y ópera en Bélgica. En 1951 obtuvo su primer éxito discográfico internacional con la canción Bonjour les amis ("Hola amigos"), que se convirtió en la sintonía emblemática de la radiotelevisión luxemburguesa. En 1953 grabó en Berlín su primer disco en alemán, Onkel Toms altes Boot ("El viejo barco del tío Tom"). En 1958 fue nombrado director de programas en lengua alemana de Radio Luxembourg, donde presentó programas como Hitparade.
Participó en el Festival de la Canción de Eurovisión en dos ocasiones, representando a Luxemburgo. En el Festival de Eurovisión de 1960, celebrado en Londres, participó con la canción So laang we's du do bast ("Mientras estés ahí"), convirtiéndose en el primer hombre que representaba a Luxemburgo y que además cantaba en luxemburgués (sólo en dos ocasiones el Gran Ducado presentó dos canciones en ese idioma, en 1960 y 1992). En esta primera participación terminó 13º y último, con sólo 1 punto. Volvió a representar a su país natal en 1962, esta vez con una canción interpretada en francés, Petit bonhomme ("Hombrecito"), que le valió un tercer puesto con 13 puntos.
Uno de los mayores éxitos de Felgen en lengua alemana fue Ich hab' Ehrfurcht vor schneeweißen Haaren ("Respeto las canas"), una versión del cantante y guitarrista Bobbejaan Schoepen. Otro fue Sag warum ("Di por qué"), de 1959, basada en una melodía de Phil Spector.
Camillo Felgen también adquirió renombre como letrista. Bajo el seudónimo de Jean Nicolas, escribió más de 2000 canciones, entre ellas las letras de Ich zähle täglich meine Sorgen para Peter Alexander y Schöner fremder Mann para Connie Francis. Además, en 1964 escribió para los Beatles las letras de sus dos únicas canciones grabadas en alemán: Komm, gib mir deine Hand (versión de I Want to Hold Your Hand) y Sie liebt dich (versión de su canción She Loves You). Felgen, que por aquel entonces trabajaba como director de programas en Radio Luxemburgo, dispuso de sólo 24 horas para finalizar la traducción de las letras, volar a París y enseñar a la banda la fonética alemana.
De 1965 a 1973 fue presentador y comentarista de las emisiones alemanas del programa "Juegos sin fronteras" (Spiel Ohne Grenzen) en la Westdeutscher Rundfunk. De 1984 a 1987 fue locutor de varios programas radiofónicos en la RTL (Was darf's denn sein, Da-da-damals). 
En sus últimos años regentó junto a su mujer una boutique de vestidos de novia en Esch-sur-Alzette, localidad en la que falleció el 16 de junio de 2005 a la edad de 84 años.

## Filmografía
- 1958: Wenn die Conny mit dem Peter
- 1959: Mein Schatz, komm mit ans blaue Meer
- 1960: Das Nachtlokal zum Silbermond
- 1960: Schlagerraketen – Festival der Herzen
- 1960: Schlagerparade 1960
- 2001: Le Club des Chômeurs
- 2004: La revanche
- 2004: Monsieur Warum
- 2004: René Deltgen – Der sanfte Rebell